# Knudshoved Fyr
Knudshoved Fyr er et fyrtårn på østsiden af halvøen Knudshoved, der sydøst for Nyborg skyder sig ud mellem Nyborg Fjord og Storebælt.

## Historie
Det første fyr blev oprettet af postvæsenet mellem 1727 og 1750 og var et vippefyr, hvor man med et vippesystem hejste en kurv med et brænde- eller kulbål op, så det kunne ses på afstand. I 1809 blev det afløst af et 3 meter højt tårn med en Argand-lampe, som gav mange gange større lysstyrke end hidtil kendte lys. Denne lampe blev opfundet af den schweiziske fysiker Aimé Argand i 1782 og havde en rørformet væge, så luften kunne strømme til både omkring vægen og inden i den. Vægen stod i et glasrør, der var åbent foroven og også bidrog til bedre lufttilstrømning. På Knudshoved Fyr blev lampens lys forstærket med 7 parabolspejle.
Den næste forbedring kom i 1822, hvor lamper og spejle blev erstattet af en enkelt "siderallampe", udviklet af kontreadmiral Poul de Løvenørn, som i 1811 fik sæde i kanal-, havne- og fyrdirektionen. Han indsendte beskrivelse af lampen til Videnskabernes Selskab. Undervejs fik han for øvrigt den fremsynede ide, at lanternen kunne rotere langsomt og dermed afgive fx 2 minutters blink, som lettere kunne pejles end tidligere fyrs blink, der hurtigt forsvandt.
I 1857 blev siderallampen udskiftet med et linseapparat. I 1894 blev der bygget et 7 m højt jerntårn og fyret blev omdannet til vinkelfyr. I 1918 blev energikilden ændret til blaugas. Det nuværende fyrtårn blev opført i 1948. Vippefyret ved siden af fyrtårnet, et såkaldt "papegøjefyr", er en rekonstruktion, der blev opført i 1983.